# Die Straßen Adolf Hitlers in der Kunst
Die Straßen Adolf Hitlers in der Kunst war der Titel einer im Auftrage des Generalinspektors für das deutsche Straßenwesen Fritz Todt mit der Reichskammer der bildenden Künste entstandenen Ausstellung im Jahre 1936, die federführend von der Ausstellungsleitung München bzw. der Münchner Künstlergenossenschaft durchgeführt wurde. Gezeigt wurde sie zunächst in München, anschließend in Berlin im Ausstellungshaus der Reichskammer der bildenden Künste, dem Schloss Schönhausen, und abschließend in Breslau. Gezeigt wurden in München über 500 Werke (Gemälde, Grafik, Skulpturen), in den anderen Städten weniger. Die Münchner Schau wurde von circa 25.000 Besuchern gesehen. Es war eine Verkaufsausstellung. Von den in München gezeigten Werken wurde ein gutes Drittel vor allem an NS-Organisationen bzw. an die am Autobahnbau beteiligten Firmen verkauft. 
Todt hatte die Idee, mit einer solchen Ausstellung den Bau der Reichsautobahn auch in der Kunst populär zu machen. Zur Ausstellung gab es ein Begleitbuch aus dem Volk und Reich Verlag sowie für jede Stadt einen Katalog. Im Breslauer Katalog waren teilweise die Verkäufe der Münchner Schau notiert. Die deutsche Presse berichtete ausführlich. Die Hängung der Bilder erfolgte regional nach Motiv; dazu gab es noch die Abteilungen „Die Deutsche Alpenstraße“, „Reichs- und Landstraßen“ und „Der deutsche Straßenarbeiter“. Die beiden Maler Ernst Vollbehr und Karl August Arnold erhielten jeweils einen eigenen Raum für ihre Werke. 
Die Ausstellung sollte ein zweites Mal stattfinden, dazu kam es allerdings nicht. Diese Ausstellung blieb die einzige reine Kunstausstellung mit Werken zur Autobahn.
Gezeigt wurden unter anderem Werke von
- Eduard Aigner
- Wilhelm Abel
- Fritz Bayerlein
- Albert Birkle
- Fritz Gärtner
- Otto Geigenberger
- Willi Geiger
- Oskar Graf
- Günther Graßmann
- Wilhelm Grunert
- Wilhelm Heise
- Erwin Henning
- Theodor von Hötzendorff
- Fritz Jacobsen
- Anton Leidl
- Ernst Liebermann
- Fritz Koelle
- Erich Mercker
- Carl Otto Müller
- Hans Müller-Schnuttenbach
- Gabriele Münter
- Hans Neumann
- Paul Mathias Padua
- Wolf Panizza
- Ria Picco-Rückert
- Oswald Poetzelberger
- Wilhelm Pretorius
- Carl Theodor Protzen
- Carl Reiser
- Clara Rühle
- Leonhard Sandrock
- Eberhard Schubert
- Walter Schulz-Matan
- Fridhelm Sporn
- Hermann Troeltsch
- Albert Unseld
- Ernst Vollbehr
- Maryan Žurek